# Haselwurz-Schaumkraut
Das Haselwurz-Schaumkraut (Cardamine asarifolia), auch Haselwurzblättriges Schaumkraut genannt, ist eine Pflanzenart aus der Gattung der Schaumkräuter (Cardamine) in der Familie der Kreuzblütler (Brassicaceae).

## Beschreibung

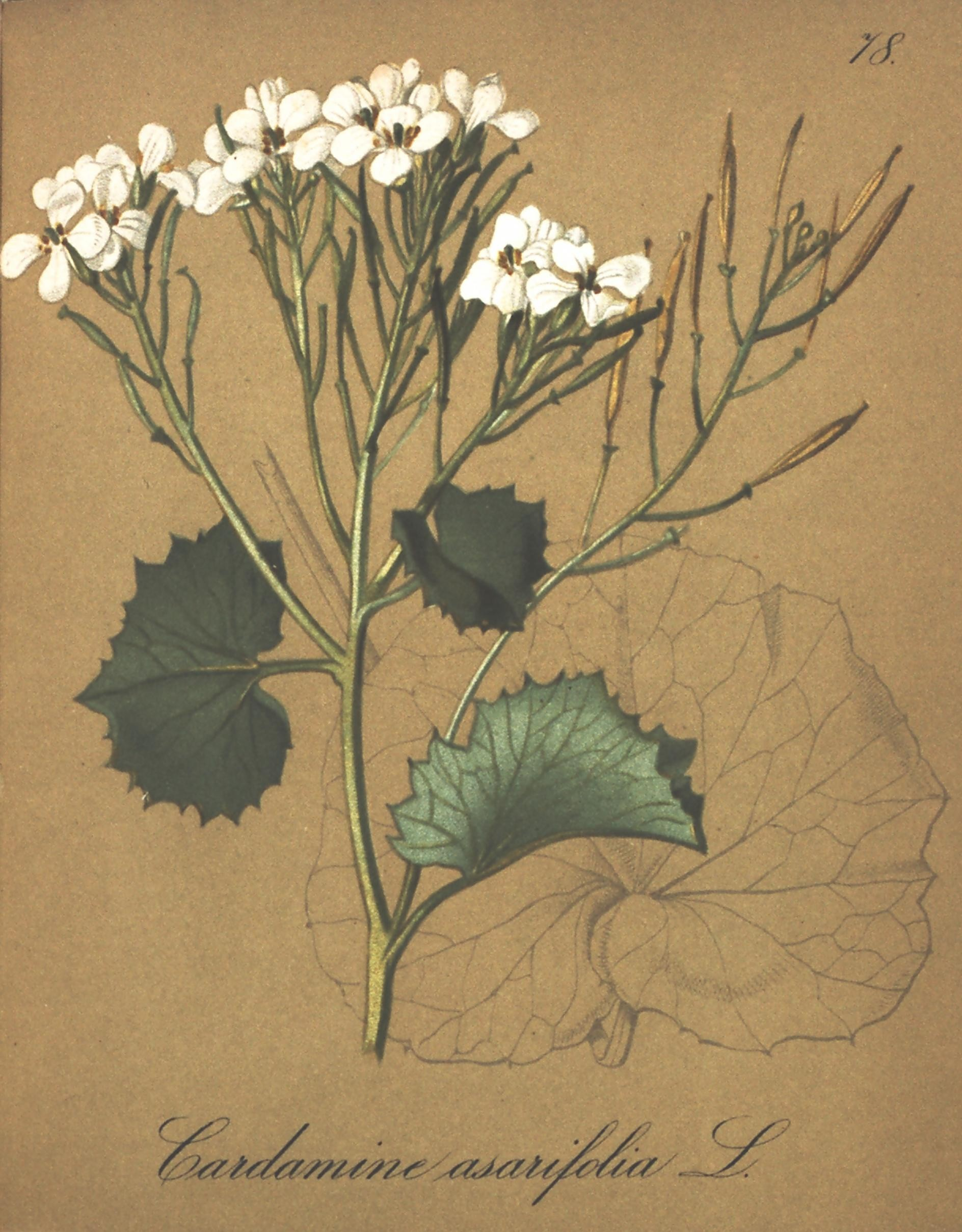
Illustration aus Die Alpenpflanzen nach der Natur gemalt, S. 78

### Vegetative Merkmale
Das Haselwurz-Schaumkraut ist eine ausdauernde krautige Pflanze, die Wuchshöhen von 25 bis 45, selten bis zu 50 Zentimetern erreicht. Ihr waagrecht kriechendes Rhizom ist dick und ist reichlich mit Adventivwurzeln besetzt und locker von den Resten der abgestorbenen Laubblätter bedeckt. Es entwickelt auch kurze Ausläufer. Die aufsteigenden Stängel sind kahl, meist einfach, höchstens im oberen verzweigt und im getrockneten Zustand fein gerillt.
Die grundständig und am Stängel verteilt angeordneten Laubblätter sind in Blattstiel und -spreite gegliedert. Der Blattstiel ist bei den Grundblättern relativ lang und bei den Stängelblättern relativ kurz. Die Blattspreite der Grundblätter ist bei einem Durchmesser bis zu 6 Zentimetern herz- bis rundlich-nierenförmig mit seichten Einkerbungen. Der Blattrand ist geschweift-gezähnt und zerstreut fein bewimpert. Die Stängelblätter besitzen die gleiche Form wie die Grundblätter und werden nach oben hin kleiner.

### Generative Merkmale
Die Blütezeit reicht von Juni bis August oder in der Schweiz von Mai bis Juni. Die traubigen Blütenstände stehen zu mehreren in einem schirmtraubigen Gesamtblütenstand zusammen und enthalten viele Blüten. In den Achseln der obersten Laubblätter bilden sich manchmal Nebenblütenstände.
Die zwittrige Blüte ist vierzählig mit doppelter Blütenhülle. Die vier Kelchblätter sind länglich-eiförmig und grün mit weißem Hautrand. Die Kelchblätter sind halb so lang wie der Kronblätter. Die vier weißen Kronblätter sind 6 bis 10, selten bis 12 Millimeter lang und in einen kurzen Nagel verschmälert. Die äußeren Staubblätter sind 4 bis 6 Millimeter, die inneren 6 bis 7,5 Millimeter lang. Die 1,5 bis 2 Millimeter langen Staubbeutel sind violett. Der Griffel ist kurz und endet in einer zweilappigen, braun-purpurfarbenen oder gelblichen Narbe.
Die aufrecht abstehenden Früchte befinden sich in einem stark verlängerten traubigen Fruchtstand. Die Schoten weisen eine Länge von 2 bis 3 Zentimeter sowie einen Durchmesser von meist 1,5 bis 1,8 1,2 bis 2) Millimetern auf. Die 1,6 Millimeter langen Samen sind sehr schmal geflügelt.
Die Chromosomenzahl beträgt 2n = 14.

## Vorkommen
Es gibt Fundortangaben für die Schweiz, Frankreich und Italien vor. Das Haselwurz-Schaumkraut gedeiht nur in den Apuanischen Alpen, im Etruskischen Apennin und den Südalpen westlich des Gardasees. Cardamine asarifolia gedeiht in der Schweiz an Bachufern sowie Quellfluren an der Alpensüdflanke in der montan-subalpinen Höhenstufe in Graubünden nur in Puschlav und gilt dort als VU = „verletzlich“.
Es gedeiht in Quellflurgesellschaften zusammen mit Milzkräutern (Chrysosplenium) und dem Bach-Quellkraut (Montia fontana) in Höhenlagen von 800 bis 200 Metern.
Die ökologischen Zeigerwerte nach Landolt et al. 2010 sind in der Schweiz: Feuchtezahl F = 5w (überschwemmt aber mäßig wechselnd), Lichtzahl L = 4 (hell), Reaktionszahl R = 2 (sauer), Temperaturzahl T = 2+ (unter-subalpin und ober-montan), Nährstoffzahl N = 3 (mäßig nährstoffarm bis mäßig nährstoffreich), Kontinentalitätszahl K = 2 (subozeanisch).

## Taxonomie
Die Erstveröffentlichung von Cardamine asarifolia erfolgte 1753 durch Carl von Linné in Species Plantarum, Tomus II, S. 654.

## Weiterführende Literatur
- Judita Lihová, Kentaro K. Shimizu, Karol Marhold: Allopolyploid origin of Cardamine asarifolia (Brassicaceae): Incongruence between plastid and nuclear ribosomal DNA sequences solved by a single-copy nuclear gene. In: Molecular Phylogenetics and Evolution, Volume 39, Issue 3, 2006, S. 759–786. doi:10.1016/j.ympev.2006.01.027